# Papilio liomedon
Papilio liomedon là một loài bướm thuộc họ Bướm phượng (Papilionidae). 
Loài Papilio liomedon được mô tả năm 1875 bởi Moore. Loài bướm Papilio liomedon sinh sống ở .

## Hình ảnh

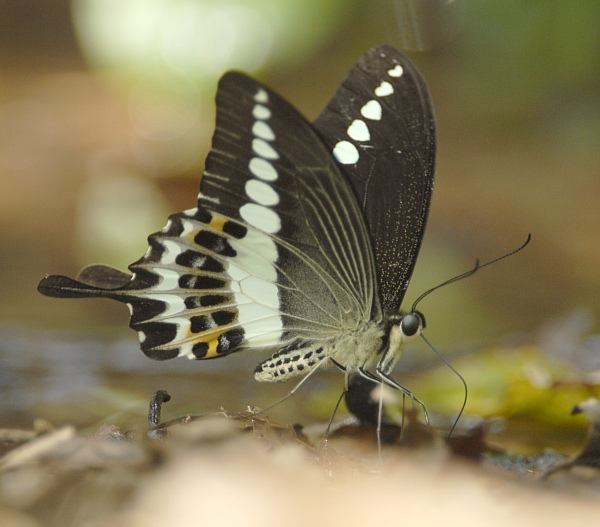
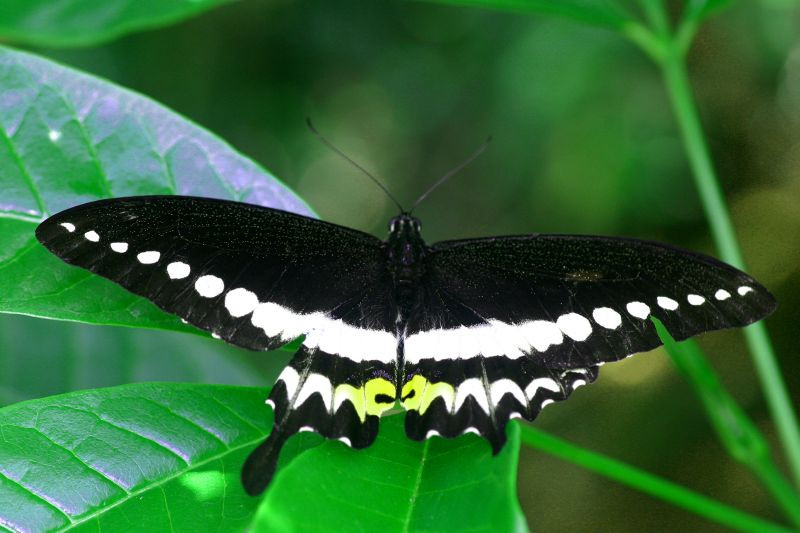
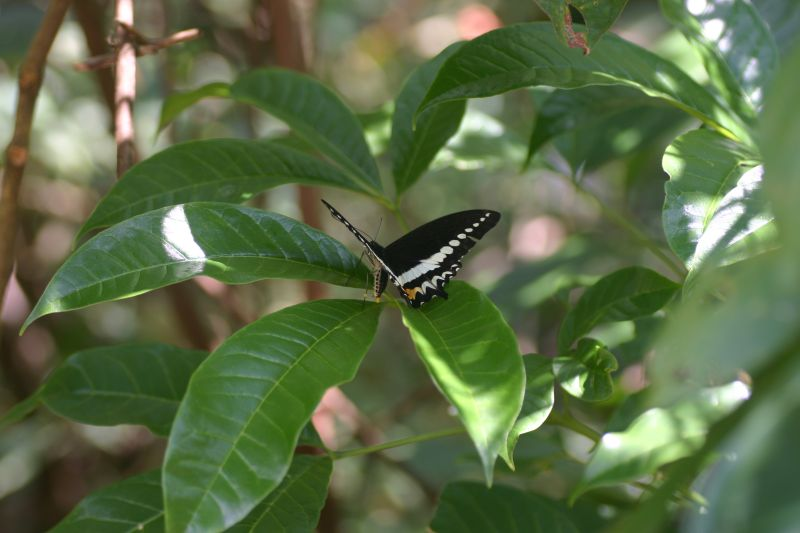
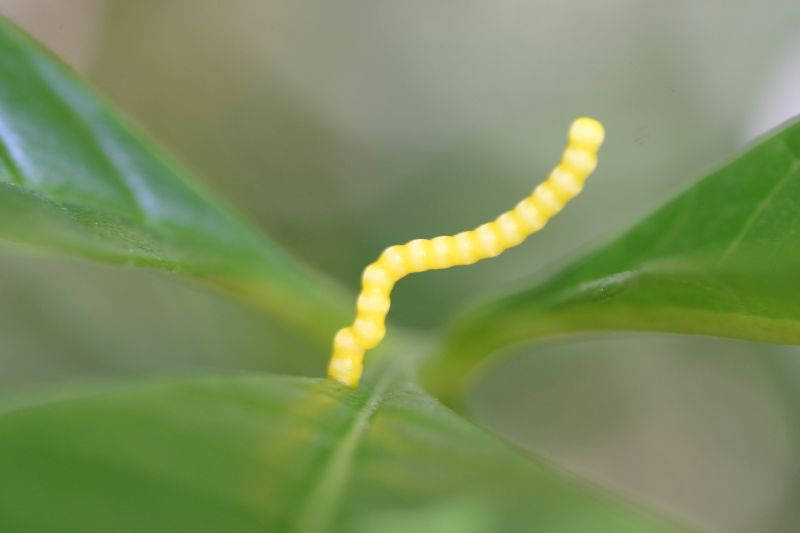